# Parandrita aenea
Parandrita aenea is een keversoort uit de familie dwergschorskevers (Laemophloeidae). De wetenschappelijke naam van de soort werd in 1886 gepubliceerd door David Sharp.